# 베를린 발등상
베를린 발등상 부조(Berlin pedestal relief)는 이집트의 전쟁 승리를 묘사하는 비문이 새겨진, 출처가 불분명한 고대 이집트 조각상의 페데스탈 화강암 기단 일부이다. 메르넵타 석비보다 두 세기 앞선, 가장 오래된 이스라엘 관련 기록일 가능성이 제기되었다. 베를린 이집트 박물관 (ÄM 21687)에 보관되어 있다.

## 설명
1913년, 페데스탈 기단의 한 조각이 이집트학자 루트비히 보르카르트(1863–1938)에 의해 골동품 상인 M. 나흐만으로부터 비슷한 크기의 다른 화강암 페데스탈 부조(50 × 38 cm, ÄM 21688)와 함께 구입되었다. 보존된 조각의 크기는 약 40 × 46 cm이다. 보존된 부분에는 목에 밧줄이 묶인 세 명의 포로가 그려져 있다. 각 포로의 카르투시에는 출신 국가의 이름이 새겨져 있다.
- 첫 번째 카르투시(왼쪽, jsqrwn)는 아슈켈론을 지칭하는 것으로 추정된다.
- 가운데 카르투시(kynꜥꜣnnw)는 가나안을 지칭한다.
- 마지막 카르투시(오른쪽, j...šꜣjr)는 일부 파손되어 있다. 2001년, 만프레드 괴르크는 누락된 기호가 독수리 상징 (가디너 기호 G1, 이집트어 알레프를 나타냄)이라고 분석했다. 이후 추가적인 영상 연구를 통해 이 평가에 힘이 실렸다. 괴르크는 이 단어가 "이스라엘"이라고 읽힐 것이라고 제안했다.

그러나 베를린 페데스탈(ÄM 21687)에 이스라엘에 대한 언급이 포함되어 있을 수 있다는 제안은 다른 학자들에 의해 거부되었다.

## 연대 측정
베를린 페데스탈의 연대 측정은 현지에서 발굴되지 않았고 출처가 없기 때문에 확립하기 어렵다. 몇 단어밖에 포함되어 있지 않지만, 이전에 알려진 비문과 많은 철자 차이가 있다. 글쓰기 자체를 기반으로 할 때, 베를린 페데스탈은 이집트 제18왕조 시기인 기원전 경 1550-1292년의 철자를 연상시킨다. 가나안 중앙 고원 지대의 역사적 현실과 신왕국 파라오들의 정복을 고려할 때, 일부 연구자들은 베를린 페데스탈이 호렘헤브 (기원전 1319-1292년) 또는 람세스 2세 (기원전 1279-1213년) 통치 기간에 가장 가능성 높게 작성되었을 것이라고 제안했다. 이는 이집트 제18왕조 초기 및 중기에는 중앙 고원 지대에 이스라엘과 유사한 실체가 없었으며, 투트모세 3세, 아멘호테프 3세 등 이 시기의 어떤 파라오도 자신의 지형 목록에 그러한 실체를 기록하지 않았기 때문이다. 또한, 이 시기 이후 가나안 중앙 고원에서 군사적 정복을 수행한 파라오 중 호렘헤브와 람세스 2세만이 이에 해당한다.

## 참고 문헌
- Gorg, M. (1974). 《Untersuchungen zur hieroglyphischen Wiedergabe palastinischer Ortsnamen》. Bonner orientalistische Studien; neue Serie, no. 29 (독일어). Selbstverlag des Orientalischen Seminars der Universitat.
- Manfred Görg: Israel in Hieroglyphen. In: Biblische Notizen'. Band 106, 2001, S. 21–27.
- Edel, E.; Görg, M. (2005). 《Die Ortsnamenlisten im nördlichen Säulenhof des Totentempels Amenophis' III.》. Ägypten und Altes Testament (독일어). Harrassowitz in Kommission. ISBN 978-3-447-05219-1.